# 钦族

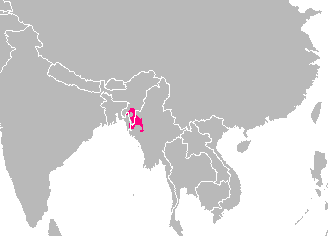
库基族居住地的大致区域

钦族是生活在印度东北部、缅甸西北部欽邦和孟加拉国吉大港丘陵地带的操藏缅语族语言的族群。在印度东北部，他们广泛生活在除了阿鲁纳恰尔邦以外的所有邦。这种跨国界的分布，主要归因于英国的殖民政策。
库基族有蒙古人种的特点，一般都是短身材、黑发和深褐色的眼睛。居于印度的大约50个部落的库基族被归为表列部落。这种部落划分基于方言和地区。

## 名称
“庫基族”的名称用于印度，“钦族”的名称用于缅甸。

## 居住地区与部落
库基族在印度领土的人口主要分布在曼尼普尔邦、那加兰邦、阿萨姆邦、米佐拉姆邦，在缅甸领土的人口主要分布在缅甸西部钦山脉一带，部分散居在阿拉干山脉。主要的部落包括：Anal, Bom, Biate, Gangte, Halam, Haokip, Hmar, Kharam, Koireng, Kom, Lai, Mara, Mate, Purum, Saihriem, Simte, Thadou, Vaiphei and the Zou people等。

## 宗教
现在大部分钦族信仰基督教，大都是新教教派。
钦族原本信仰泛灵论，由于浸信会传教士亚瑟·E·卡森的传教，许多钦族人改信基督教。许多钦族人都还担任布道者和牧师，传道于美国，澳大利亚，关岛和印度等地。居于曼尼普尔邦和米佐拉姆邦的一个小族群声称他们是古代曾经消失的以色列人玛拿西（Bnei Menashe）的后裔，这部分钦族信仰犹太教，还有一些族人已经定居于以色列了。